# Ilôts Notre-Dame et Chevret
Ilôts Notre-Dame et Chevret este o arie protejată (arie de protecție specială avifaunistică — SPA) din Franța întinsă pe o suprafață de 3,3 ha, integral pe uscat.

## Localizare
Centrul sitului Ilôts Notre-Dame et Chevret este situat la coordonatele 48°35′43″N 2°00′24″W / 48.59528°N 2.00667°V.

## Înființare
Situl Ilôts Notre-Dame et Chevret a fost declarat arie de protecție specială avifaunistică în baza directivei 79/409 din 1979 referitoare la conservarea păsărilor sălbatice pentru a proteja 9 specii de animale.

## Biodiversitate
Situată în ecoregiunea atlantică, aria protejată nu include niciun habitat protejat.
La baza desemnării sitului se află mai multe specii protejate de  păsări (9): rață mare (Anas platyrhynchos), egretă mică (Egretta garzetta), Larus argentatus, pescăruș negricios (Larus fuscus), Phalacrocorax aristotelis, eider (Somateria mollissima), Sterna dougallii, chiră de baltă (Sterna hirundo), călifar alb (Tadorna tadorna).